# Sphaerolepis kounoviensis
Sphaerolepis kounoviensis è un pesce osseo estinto, appartenente agli attinotterigi. Visse nel Carbonifero superiore (circa 303 - 300 milioni di anni fa) e i suoi resti fossili sono stati ritrovati in Europa.

## Descrizione
Questo pesce era di piccole dimensioni e non supera i 15 cm di lunghezza. Era dotato di un corpo fusiforme e relativamente alto, con una bocca armata di numerosi denti aguzzi. Oltre ad alcune caratteristiche avanzate, come l'osso mascellare accorciato e squadrato, il suspensorium più verticale rispetto a quello di altri attinotterigi arcaici e un numero ridotto di raggi branchiostegi, Sphaerolepis possedeva scaglie di forma cicloide che erano inoltre scolpite con tubercoli affilati e appuntiti simili a quelli del moderno pesce persico (Perca fluviatilis).

## Classificazione
Sphaerolepis kounoviensis venne descritto per la prima volta nel 1876 da Antonin Fritsch, sulla base di resti fossili ritrovati in terreni del Carbonifero superiore in Boemia, nei pressi di Kounov nel distretto di Rakovník, nell'attuale Repubblica Ceca. Sphaerolepis è l'unico genere della famiglia Trissolepididae, all'interno del gruppo eterogeneo dei paleonisciformi.
Questa specie molto comune è conosciuta da decine di resti scheletrici e numerosi ritrovamenti di scaglie isolate. È presente, oltre che nei bacini tardo paleozoici della Boemia centrale e occidentale, anche nei sedimenti del bacino di Krkonoše e del bacino intrasudetico.

## Paleoecologia
Probabilmente Sphaerolepis era specializzato nella predazione di invertebrati. 